# Ichneumon grossulariatae
Ichneumon grossulariatae là một loài tò vò trong họ Ichneumonidae.